# Maria Pallini
Pour l’article homonyme, voir Pallíni.
Maria Pallini, née le 25 mai 1984 à Avellino (Italie), est une femme politique italienne.

## Biographie
Maria Pallini naît le 25 mai 1984 à Avellino.
Elle est élue députée lors des élections générales de 2018.